# Akhíllio
Akhíllio (Achilleio, Kalyvia Chamakou) är en ort i Grekland.   Den ligger i prefekturen Nomós Magnisías och regionen Thessalien, i den centrala delen av landet, 130 km nordväst om huvudstaden Aten. Akhíllio ligger 106 meter över havet och antalet invånare är 628.
Terrängen runt Akhíllio är huvudsakligen kuperad, men åt nordost är den platt. Havet är nära Akhíllio åt nordost. Runt Akhíllio är det ganska tätbefolkat, med 60 invånare per kvadratkilometer. Närmaste större samhälle är Istiaía, 17,4 km öster om Akhíllio. 